# Anna Banér
Anna Banér, även Gustafsdotter Banér, född 10 februari 1585 i Djursholm, död 19 januari 1656 på Rosersbergs slott, var en svensk grevinna, hovdam och riksrådshustru. Hon antas vara författaren till skildringen av fadern Gustav Banérs sista timmar i livet innan han avrättades vid Linköpings blodbad år 1600. Från 1610 var hon gift med Gabriel Bengtsson Oxenstierna.

## Biografi
Anna Gustafsdotter Banér på Djursholms slott i Stockholm. Slottet Djursholm ägdes av ätten Banér mellan 1508 och 1813. Anna Banér var dotter till greven, riksrådet och ståthållaren Gustav Axelsson Banér och till grevinnan Kristina Svantesdotter Sture. Hon var näst äldst i en syskonskara av fjorton barn. Två systrar och två bröder dog i späd ålder. Av hennes bröder blev fyra riksråd, hon själv och hennes syster Märta Banér blev riksrådshustrur.

### Faderns avrättning – brevskrivare
Ätten Banér tillhörde den jordägande bördsadeln med anor från medeltiden och Anna Banérs familj var tätt sammanvävd med rikets politiska elit. När Anna Banér var 15 år avrättades fadern Gustav Banér efter en dödsdom vid Linköpings riksdag år 1600. Denna riksdag var kulmen på hertig Karls strid med Sigismund om kungatronen. Jämte tolv andra högadliga rådsherrar dömdes Anna Banérs far till döden för högförräderi. Fem av dessa avrättades senare på Stora torget i Linköping i det så kallade Linköpings blodbad.

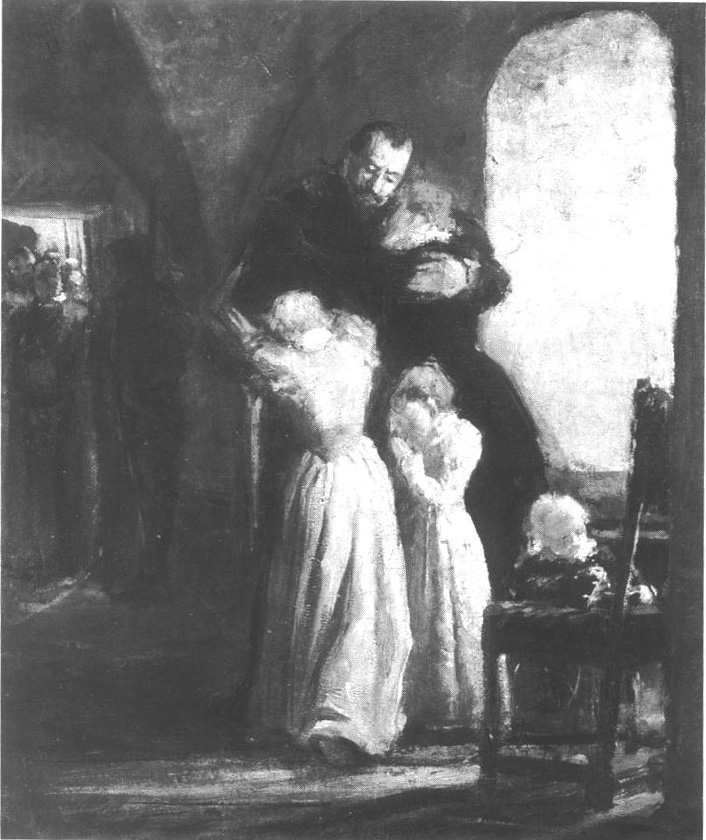
Hustrun och några av barnen i familjen Banér tar ett sista farväl av sin make och far Gustav Axelsson Banér inför verkställigheten av dödsdomen genom halshuggning på Linköpings torg år 1600. Händelsen återgiven på en målning av Fanny Brate.

Anna Banér antas vara författaren till det ofta citerade brev som skildrar faderns sista timmar före avrättningen, skärtorsdagen den 20 mars 1600. Tillsammans med sin mor Kristina Sture och tre av sina syskon tilläts hon tillbringa de sista dygnen med fadern i fängelset. Anna Banér beskrev senare, år 1618, den kvalfyllda natten inför avrättningen i ett brev till sin yngre syster Sigrid Banér. Originalbrevet är förkommet, men det föreligger i två avskrifter. Det har varit omdiskuterat vem den egentliga författaren var, inte minst som de bevarade avskrifterna bär titeln "Christina Banérs berättelse". Ingen av Gustav Banérs och Kristina Stures döttrar hette emellertid Christina. Sigrid Banér har ibland antagits vara brevets författare, men hon var vid tiden endast åtta år gammal. Anna Banér var däremot 15 år vid tiden för händelsen. Hon ska därtill gärna ha ägnat sig åt att läsa och skriva och i synnerhet intresserade hon sig för att nedteckna sin fars levnadsöde.
Anna Banér var under sina ungdomsår hovjungfru hos änkedrottningen Katarina Stenbock på Strömsholms gård i Västmanland. Katarina Stenbock var syskonbarn till Anna Banérs mormor Märta Leijonhufvud.

### Riksrådinna
Anna Banér gifte sig i Stockholm den 7 oktober 1610 med riksrådet och friherren, senare greven över Korsholm och Vasa, Gabriel Bengtsson Oxenstierna, kusin med rikskanslern Axel Oxenstierna. Med giftermålet inledde Anna Banér en lång period av barnafödande. Den 15 september 1612 föddes parets första barn, Sigrid, i Nyland, Finland. Därefter följde ytterligare tio barn i rask följd mellan åren 1613 och 1626. Hon var mor till bland andra Gabriel Gabrielsson Oxenstierna, Bengt Gabrielsson Oxenstierna och Gustaf Gabrielsson Oxenstierna.
Under dessa år flyttade Anna Banér mellan Finland, Sverige och Estland där maken Gabriel Oxenstierna år 1611 blev ståthållare över Reval (Tallinn). Fyra av barnen föddes på Revals slott. Dottern Anna föddes dock 1620 i Sverige liksom de efterföljande fyra barnen. Under denna period befann sig Anna Banér och hennes familj i Uppland nära maken Gabriel Oxenstiernas stamgods Mörby slott i Norrtälje kommun. År 1623 donerade Anna Banér en altartavla och en predikstol till Fasterna kyrka. Tolv år senare, år 1635, lät hon i koret inreda Oxenstiernas familjegrav. Mellan åren 1631 och 1634 var maken Gabriel Oxenstierna generalguvernör över Finland. År 1634 återvände han till Stockholm efter att ha fått platsen som riksskattmästare i drottning Kristinas förmyndarregering. Från och med detta år var Anna Banér med säkerhet bosatt i Sverige. År 1634 påbörjade makarna uppförandet av slottet Rosersberg i Norsunda socken, strax norr om Stockholm. Slottet stod färdigt 1638.
Anna Banérs makes kusin, rikskanslern Axel Oxenstierna, föreslog år 1639 att Anna Banér skulle bli fostermor till och ansvarig för uppfostran av den då 13-åriga drottning Kristina. Anna och Gabriel Banér avböjde med hänvisning till den egna stora barnaskaran.
Anna Banér dog år 1656, 70 år gammal, på Rosersberg. Hon begravdes i Fasterna kyrka. I kyrkans golv finns en häll med hennes och makens namn.